# THE BEST "eternity"
『THE BEST "eternity"』（ザ・ベスト・エタニティ）は宇徳敬子初のベスト・アルバム。2003年12月17日ZAIN RECORDSから発売された。

## 内容
1993年に本格的なソロ活動を開始日から10年を経た宇徳本人の選曲による初のベスト・アルバム。
シングル・コレクションではなく、これまでの活動を集大成した内容となっている。
「不思議な世界」と「風のように自由 〜free as the wind〜」の2曲はシングルバージョンかつアルバム初収録となり、「Love Letters」はジャズのケティ・レスター「Love Letters」のカバー、Mi-Keの「想い出の九十九里浜」は小澤正澄によるリミックスが施され収録。

## タイアップ
ゆうあいピック岐阜大会テーマ曲（「I can feel～今 きみがいちばん光ってる～」）
- 岐阜県で開催された知的障害者を対象としたスポーツ大会・ゆうあいピックの為に書き下ろした曲で、シングルCDとして一般発売は一切されず、販売はゆうあいピック会場内限定であったが、ファンからの強い要望もあり本作で収録。

## 収録曲
| 全作詞: 宇徳敬子（M-4: 川島だりあ、M-11: 庄野真代、M-13: Heyman,Young、M-14: 長戸大幸）。 |                                             |                                                                                    |              |                                           |      |
| #                                                                                         | タイトル                                    | 作詞                                                                               | 作曲         | 編曲                                      | 時間 |
| 1.                                                                                        | 「あなたの夢の中 そっと忍び込みたい」       | 宇徳敬子（M-4: 川島だりあ 、M-11: 庄野真代 、M-13: Heyman,Young、M-14: 長戸大幸 ） | 織田哲郎     | 葉山たけし                                | 4:51 |
| 2.                                                                                        | 「まぶしい人」                              | 宇徳敬子（M-4: 川島だりあ 、M-11: 庄野真代 、M-13: Heyman,Young、M-14: 長戸大幸 ） | 栗林誠一郎   | 葉山たけし                                | 4:48 |
| 3.                                                                                        | 「愛さずにはいられない」                    | 宇徳敬子（M-4: 川島だりあ 、M-11: 庄野真代 、M-13: Heyman,Young、M-14: 長戸大幸 ） | 多々納好夫   | 池田大輔                                  | 4:31 |
| 4.                                                                                        | 「きれいだと言ってくれた」                  | 宇徳敬子（M-4: 川島だりあ 、M-11: 庄野真代 、M-13: Heyman,Young、M-14: 長戸大幸 ） | 川島だりあ   | 池田大輔                                  | 5:13 |
| 5.                                                                                        | 「不思議な世界」                            | 宇徳敬子（M-4: 川島だりあ 、M-11: 庄野真代 、M-13: Heyman,Young、M-14: 長戸大幸 ） | 宇徳敬子     | DIMENSION                                 | 5:44 |
| 6.                                                                                        | 「氷」                                      | 宇徳敬子（M-4: 川島だりあ 、M-11: 庄野真代 、M-13: Heyman,Young、M-14: 長戸大幸 ） | 宇徳敬子     | UK Project / コーラス・アレンジ: 宇徳敬子 | 3:40 |
| 7.                                                                                        | 「ETERNITY」                                | 宇徳敬子（M-4: 川島だりあ 、M-11: 庄野真代 、M-13: Heyman,Young、M-14: 長戸大幸 ） | 宇徳敬子     | UK Project / コーラス・アレンジ: 宇徳敬子 | 2:47 |
| 8.                                                                                        | 「光と影のロマン」                          | 宇徳敬子（M-4: 川島だりあ 、M-11: 庄野真代 、M-13: Heyman,Young、M-14: 長戸大幸 ） | 宇徳敬子     | 池田大輔                                  | 4:47 |
| 9.                                                                                        | 「風のように自由 〜free as the wind〜」     | 宇徳敬子（M-4: 川島だりあ 、M-11: 庄野真代 、M-13: Heyman,Young、M-14: 長戸大幸 ） | 宇徳敬子     | UK Project                                | 5:00 |
| 10.                                                                                       | 「忘れな草」                                | 宇徳敬子（M-4: 川島だりあ 、M-11: 庄野真代 、M-13: Heyman,Young、M-14: 長戸大幸 ） | 宇徳敬子     | - / コーラス・アレンジ: 宇徳敬子          | 1:48 |
| 11.                                                                                       | 「Good-by morning」(宇徳敬子&近藤房之助)    | 宇徳敬子（M-4: 川島だりあ 、M-11: 庄野真代 、M-13: Heyman,Young、M-14: 長戸大幸 ） | 中島薫C.A.   | 長戸大幸                                  | 4:57 |
| 12.                                                                                       | 「I can feel～今 きみがいちばん光ってる～」 | 宇徳敬子（M-4: 川島だりあ 、M-11: 庄野真代 、M-13: Heyman,Young、M-14: 長戸大幸 ） | 宇徳敬子     | 寺地秀行                                  | 4:41 |
| 13.                                                                                       | 「Love Letters」                            | 宇徳敬子（M-4: 川島だりあ 、M-11: 庄野真代 、M-13: Heyman,Young、M-14: 長戸大幸 ） | Heyman,Young | 小野塚晃                                  | 3:00 |
| 14.                                                                                       | 「想い出の九十九里浜 (Remix)」(Mi-Ke)       | 宇徳敬子（M-4: 川島だりあ 、M-11: 庄野真代 、M-13: Heyman,Young、M-14: 長戸大幸 ） | 織田哲郎     | 織田哲郎 / Remix: 小澤正澄                | 3:22 |
| 合計時間:                                                                                 | 合計時間:                                   | 合計時間:                                                                          | 合計時間:    | 59:09                                     |      |